# Viktor von Oertzen
Viktor-Sigismund von Oertzen (* 24. Juni 1948 in Ratingen) ist ein deutscher Journalist.

## Leben
Seine Eltern waren Ernst-Sigismund von Oertzen und Gisela Götz. Die Vorfahren waren Gutspächter im mecklenburgischen Bäbelitz und gehörten zur Familienlinie von Oertzen-Repnitz. Von 1958 bis 1967 besuchte Viktor von Oertzen das Neusprachliche Gymnasium in Ratingen. Über ein Stipendium von AFS besuchte er 1965–1966 eine Highschool in Minnesota, USA. Von 1967 bis 1973 studierte er an der Eberhard Karls Universität Tübingen Volkswirtschaft und Politikwissenschaften und schrieb während seiner Studienzeit schon für diverse überregionale Zeitungen Artikel.
Ab 1969 arbeitete er als freier Mitarbeiter für den Südwestfunk beim Landesstudio Tübingen, wo er auch seine Frau kennenlernte. 1972 wurde er vom SWF fest eingestellt und übernahm die Funktion des Landtagskorrespondenten in Stuttgart.
1974 wechselte er nach Baden-Baden, wo er Redakteur/Redaktionsleiter der Regionalsendung Abendschau wurde.
Von dort aus wurde er 1979 nach Buenos Aires (Argentinien) als ARD-Fernsehkorrespondent für Lateinamerika entsandt. Im Anschluss an seine Auslandstätigkeit, kam er zurück nach Baden-Baden wo er unter Franz Alt Redakteur der ARD-Sendung Report wurde. 1986 verließ er den SWF und wurde er für 2 Jahre Leiter der Fernsehredaktion Innenpolitik beim Süddeutschen Rundfunk (SDR) in Stuttgart.
Im Anschluss übernahm der den Programmbereichsleiter „Politik und Gesellschaft“ und stellvertretender Fernsehchefredakteur des SDR. 1991 wurde er mit der Aufgabe betreut, in Zusammenarbeit mit dem SWF, eine Hauptabteilung Landesprogramm Fernsehen Baden-Württemberg zu gründen. 1998 wurde er Hauptabteilungsleiter des Bereiches "Land und Leute Fernsehen Baden-Württemberg" des SWR, der aus der Fusion SWF und SDR hervorging, und stellvertretender Landessenderdirektor. Ab 1. Juli 2002 erhielt er vom damaligen Intendanten Peter Voß die Sonderaufgabe als Koordinator "Freie Mitarbeit". Auf Grund dieser Funktion wurde ihm im November 2003 die Stelle des Hauptabteilungsleiter Personal, Honorare, Unternehmensentwicklung und stellvertretender Verwaltungsdirektor angeboten. In dieser Funktion war er auch automatisch Mitglied der Strukturkommission des SWR und konnte sich somit an vielen Veränderungsprozessen beteiligen. Innerhalb der ARD hat er die Gründung der ARD/ZDF-Medienakademie mit vorbereitet und die ARD in der „Nordic Group“ der EBU vertreten. Am 1. Juli 2007 wurde er Verwaltungsdirektor des Südwestrundfunks in Stuttgart und damit verantwortlich u. a. für Finanzen, Personal und Unternehmensplanung. 2009 wurde er für zwei Jahre Vorsitzender der ARD/ZDF-Finanzkommission.
Seit dem 1. September 2012 ist Viktor von Oertzen im Ruhestand und lebt in Baden-Baden.